# Holly Gillibrand
Holly Gillibrand (Glasgow, 2005) is een Schotse klimaatactiviste.

## Activisme
In navolging van de Zweedse activiste Greta Thunberg begon de in Fort William wonende dertienjarige Gillibrand begin 2019 elke vrijdag een uur te spijbelen aan de  Lochaber high school als onderdeel van de schoolstaking voor het klimaat. Ze kreeg veel steun via de sociale media en werd medeorganisator voor Fridays for Future Scotland waarbij jongeren in heel Schotland werden opgeroepen te staken voor het klimaat. Op 15 maart 2019 hielden ze hun allereerste klimaatstaking voor jongeren aan het Glasgow City Chambers-gebouw. Duizenden leerlingen in Schotland spijbelden met naar schatting 10% van alle middelbare scholieren. Tijdens de Scottish Youth Climate Strike op 15 februari 2022 liepen meer dan 20.000 scholieren de klas uit om te protesteren tegen inactiviteit van de regering ten opzichte van de klimaatverandering.
Gillibrand werd door de Glasgow Times uitgeroepen tot Young Scotswoman of the Year 2019. Ze werd opgenomen in BBC's Woman's Hour Power List 2020, 30 inspiring women, als jongste persoon ooit. In augustus 2021 werd ze door de Young Climate Voices bij de Top 20 under 20 genoemd.
In augustus 2020 steunde ze de Britse natuurliefhebber en presentator Chris Packham in een nationale campagne die gericht was tegen de jacht op dieren in het wild. In november van dat jaar hadden zij en andere jeugdactivisten een vraaggesprek met de Britse politicus en COP-president Alok Sharma. Ze is jeugdadviseur voor de liefdadigheidsinstelling Heal Rewilding, wiens doel het is om meer land terug te geven aan de natuur. Van 2019 tot 2021 was Gillibrand columniste voor de Lochaber Times.
In 2022 werd Gillibrand's eerste boek, Generation Green gepubliceerd.